# Настоящие рыбы-ежи
Настоящие рыбы-ежи (лат. Diodon) — род морских рыб из отряда иглобрюхообразных.

## Описание
Рот большой и широкий, конечный. Режущие пластины на верхней и нижней челюстях сплошные, то есть не разделены швом. Поэтому рот с челюстями и режущими пластинами напоминают клюв попугая. Спинной и анальный плавники без шипов, сдвинуты к задней части тела. Края этих плавников, а также хвостового плавника закруглены. Брюшные плавники отсутствуют. Боковая линия плохо различима.
Кожа этих рыб покрыта костяными щитками, снабженными каждый крепкой, подвижной иглой. Подобно другим рыбам этого семейства, настоящие рыбы-ежи могут наполнять водой растягивающийся желудок, причем все тело раздувается и принимает шаровидную форму с торчащими во все стороны иглами.
Кожа и внутренности могут быть ядовитыми из-за накопления тетродотоксина.

## Ареал
Встречаются в Атлантическом, Индийском и Тихом океане.

## Виды
5 видов:
- Diodon eydouxii — Пелагическая рыба-ёж
- Diodon holocanthus — Длинноиглая рыба-ёж
- Diodon hystrix — Длинношипая рыба-ёж
- Diodon liturosus — Короткошипая рыба-ёж
- Diodon nicthemerus